# (18812) Aliadler
(18812) Aliadler (1999 KT13) – planetoida z pasa głównego asteroid okrążająca Słońce w ciągu 3,65 lat w średniej odległości 2,37 j.a. Odkryta 18 maja 1999 roku.